# Jacques Brunel
Pour les articles homonymes, voir Brunel et Jacques Brunel (homonymie).

a Compétitions nationales et continentales officielles uniquement.

Dernière mise à jour le 27 décembre 2017.
Jacques Brunel, né le 14 janvier 1954 à Courrensan (Gers), est un joueur et entraîneur français de rugby à XV. Il est sélectionneur du XV de France de janvier 2018 à novembre 2019.

## Biographie
Jacques Brunel est le fils de viticulteurs. Il est formé au FC Auch, où il joue de 1967 à 1980 avec Jacques Gratton. Il passe par le FC Grenoble (saison 1980-1981) et l'US Carcassonne (de 1981 à 1983), avant de revenir au FC Auch de 1983 à 1988. Il évolue au poste d'arrière. Au terme de sa carrière de joueur, il devient entraîneur du club de 1988 à 1995.
Il travaille en parallèle comme cadre pour un groupement d’assurance et pour la Mutualité sociale agricole. Il quitte ce poste en 1998 pour se consacrer à sa carrière d'entraîneur.
Il poursuit sa carrière d'entraîneur avec l'US Colomiers de 1995 à 1999, où il succède à Jean-Claude Skrela qui a pris en main l'équipe de France, puis à la Section paloise (1999-2001). Avec ces deux clubs, il gagnera le challenge européen, en 1998 avec Colomiers et en 2000 avec Pau.
Associé à Philippe Ducousso, entraîneur adjoint chargé des arrières, à l'US Colomiers, Jacques Brunel se spécialise lui dans le jeu des avants. Il devient ainsi un des rares spécialistes des avants ayant évolué à un poste de la ligne des trois-quarts en tant que joueur.

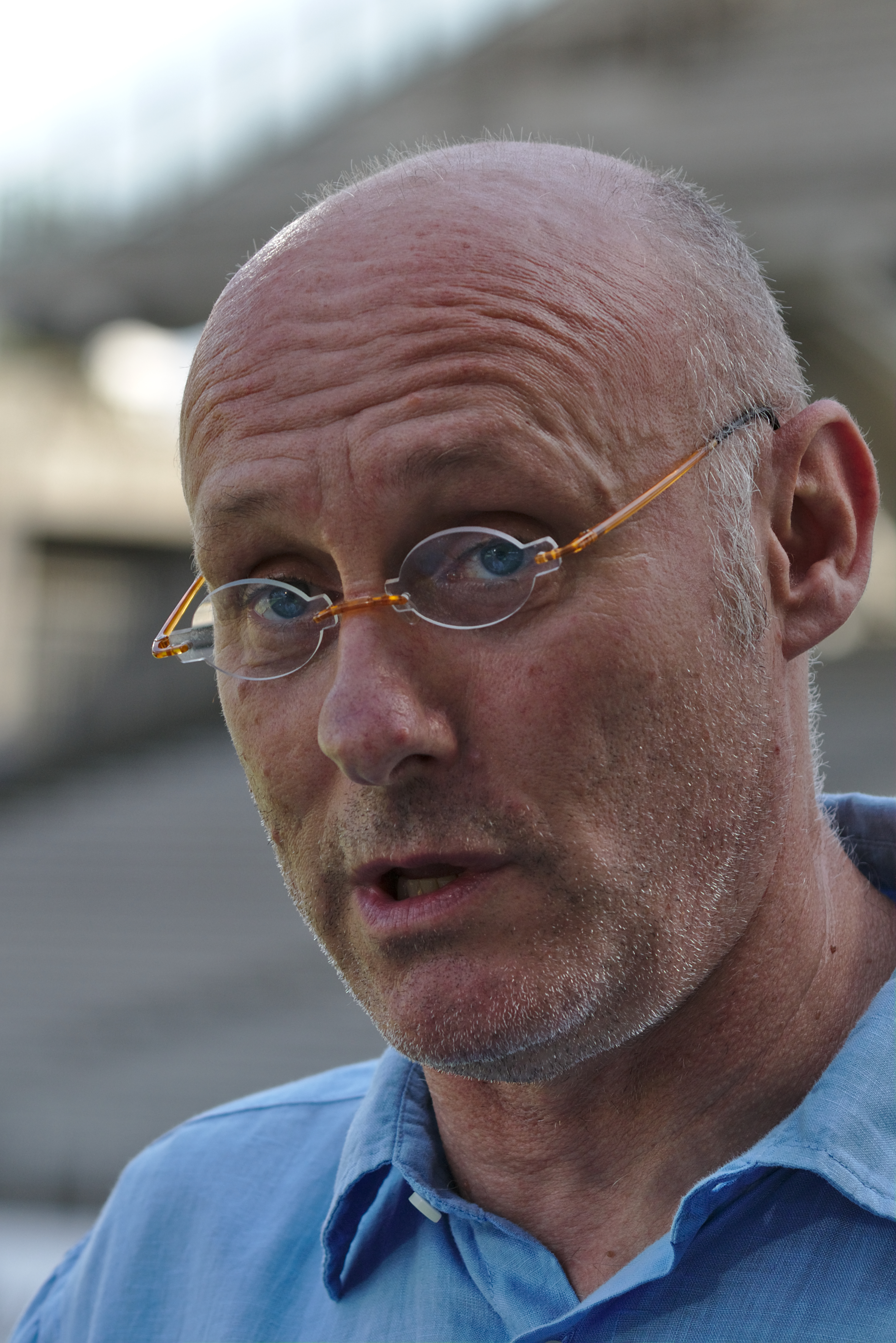
De 2001 à 2007, Jacques Brunel est l'adjoint du sélectionneur Bernard Laporte, ici en 2015.

Déjà utilisé en tant que consultant par le sélectionneur de l'équipe de France Bernard Laporte, il est nommé entraîneur adjoint chargé des avants en 2001, l'encadrement étant également composé du manager Jo Maso, de Bernard Viviès qui a la charge des arrières, de l'Anglais David Ellis qui s'occupe de la défense et de l'arbitre Joël Dumé. Il gagne quatre Tournoi des Six Nations, mais l'équipe ne parviendra jamais à franchir le cap des demi-finales en Coupe du Monde.
Il quitte la sélection au lendemain de l'élimination de la France en demi-finale de la Coupe du monde 2007. Après le départ de Philippe Boher de l'USAP, il rejoint ce club pour en devenir le manager général. L'encadrement est constitué de Jacques Brunel, assisté de Bernard Goutta, joueur de l'USAP qui met un terme à sa carrière, et de Franck Azéma déjà présent au club en tant qu'entraîneur des arrières. Malgré le départ du président Marcel Dagrénat qui l'avait recruté, il annonce sa volonté de poursuivre.
Sa première saison se solde par une quatrième place de la saison régulière du championnat, l'USAP s'inclinant 21 à 7 face à l'ASM Clermont en demi-finale. En coupe d'Europe, le club catalan s'incline en quart de finale face aux London Irish. La saison suivante, l'USAP ne se qualifie pas pour les quarts de finale de la coupe d'Europe en terminant troisième de sa poule. Brunel connaît son heure de gloire lorsqu'il mène l'USAP à la première place de la phase régulière du championnat et à son premier titre de champion de France de rugby depuis 1955 face à Clermont le 6 juin 2009 sur le score de 22 à 13. La semaine suivant cette finale, Brunel est victime d'une alerte cardiaque.
Honoré des Oscar d'Or du meilleur encadrement lors des Oscars du Midi olympique puis désigné meilleur staff du Top 14 lors la Nuit du rugby, le groupe composé de Brunel, Goutta et Azéma prolonge son contrat de deux ans, le liant ainsi jusqu'à juin 2012 au club catalan.
De nouveau troisième de sa poule en coupe d'Europe, l'USAP termine une nouvelle fois à la première place de la phase régulière du championnat, obtenant sa place pour la finale en s'imposant face au Stade toulousain. Comme l'année précédente, l'USAP retrouve Clermont en finale. Clermont, après dix défaites en finale, dont les trois dernières, prend sa revanche et s'impose sur le score de 19 à 6.
Lors de cette saison, l'USAP choisit pour la première fois de se délocaliser au stade olympique de Montjuïc, à Barcelone, lors du quart de finale de coupe d'Europe face au Rugby club toulonnais, où le club catalan s'impose 29 à 25. Il s'incline ensuite en demi-finale 23 à 7 face aux Anglais de Northampton Saints. En France, le club termine à la neuvième place.

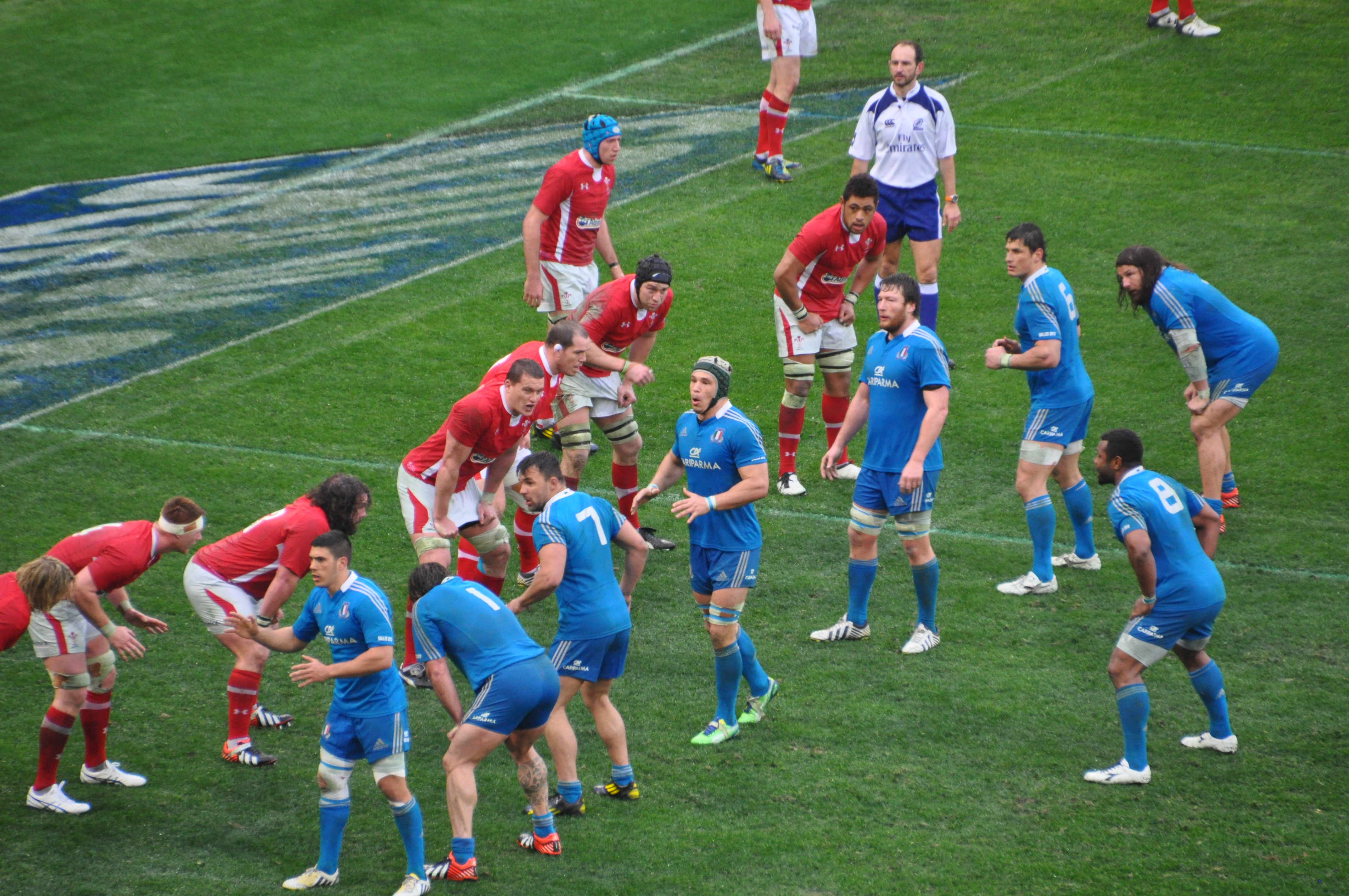
Rencontre Italie-Galles du tournoi 2013.

En janvier 2011, il annonce son départ du club catalan avant d'officialiser, en mai, son engagement en tant qu'entraîneur de l'équipe nationale d'Italie, poste où il succède au Sud-Africain Nick Mallett. Pour son premier tournoi disputé à la tête de la sélection italienne, lors de l'édition 2012, celle-ci termine à la cinquième place, remportant une victoire lors de la dernière journée face à l'Écosse. Lors de l'édition suivante, l'Italie fait mieux en terminant quatrième et remportant deux matchs dans un même tournoi, face à la France et l'Irlande. En 2014, l'Italie termine à la dernière place avec cinq défaites en autant de rencontres. 
En novembre 2014, il annonce qu'il ne prolongera avec la sélection italienne au-delà du terme de son contrat en juin 2016, justifiant sa décision par la phrase : « cinq ans à la tête d'une équipe nationale est un temps suffisant »,. Pour l'édition 2015 du tournoi, l'Italie va s'imposer en Écosse et termine cinquième. L'Italie, lors de la coupe du monde, retrouve deux équipes du tournoi, la France et l'Irlande, qui s'imposent toutes les deux. La sélection italienne s'impose face au Canada et la Roumanie pour terminer troisième de cette poule D. Lors de sa dernière campagne à la tête de l'Italie, celle-ci concède cinq défaites et termine à la dernière place du tournoi 2016. Durant son passage, l'Italie dispute 50 rencontres, 11 victoires et 39 défaites.
Il rejoint à partir de la saison 2016-2017 l'Union Bordeaux Bègles comme entraîneur des avants. À partir du 14 mars 2017, à la suite de la mise en retrait de Raphaël Ibañez, il devient le manager de l'équipe par intérim puis est confirmé à la tête de l'équipe pour la saison saison 2017-2018.
Le 27 décembre 2017, il est nommé sélectionneur de l'équipe de France à la place de Guy Novès par le président de la Fédération française de rugby Bernard Laporte. Laporte souhaite que Brunel s’appuie sur un panel de 5 à 6 entraîneurs adjoints issus du Top 14 et qui interviendraient à la pige. Mais à la suite du refus de plusieurs techniciens du Top 14, ils choisissent de revenir à un fonctionnement plus traditionnel en espérant mettre en place ce système plus tard. Jean-Baptiste Élissalde est nommé entraîneur des lignes arrières tandis que, pour les avants, les charges sont partagées entre Julien Bonnaire (touche) et Sébastien Bruno (mêlée), entraîneur des avants du Lyon olympique universitaire, libéré par son club durant le Tournoi des Six Nations 2018.
Les résultats restant décevants, dès le mois de février 2019, le journal spécialisé Midi olympique révèle la possibilité de l'intégration de Fabien Galthié dans le staff de l'équipe de France. Le président de la fédération, Bernard Laporte, annonce fin avril que le sélectionneur sera remplacé à l'issue de la compétition par Fabien Galthié,. Le 7 mai, Jacques Brunel annonce que ce dernier rejoint son staff pour « s’occuper de l’animation collective ». Le 28 mai, la FFR annonce que Laurent Labit, manager du Racing 92 et futur adjoint de Galthié, rejoint également l'encadrement.
Pour préparer la Coupe du monde 2019 au Japon, il publie le 18 juin 2019 une première liste de 31 joueurs, complétée de 7 réservistes. Son vice-capitaine, Mathieu Bastareaud, en est exclu. Le 2 septembre, après une période de préparation ponctuée de 3 test-matchs, il donne sa liste définitive. Si Geoffrey Doumayrou, blessé, a laissé sa place à Virimi Vakatawa, deux autres joueurs sont finalement écartés : Dany Priso, pilier gauche, et Félix Lambey, deuxième ligne, au profit de deux réservistes, Cyril Baille et Charles Ollivon. Après trois victoires et l'annulation du match décisif face à l'Angleterre en phase de poule, son équipe est éliminée en quart-de-finale face au Pays de Galles (défaite d'un point, 20 à 19).
Il quitte alors son poste avec un bilan de 10 victoires en 23 matchs et deux quatrième place dans le Tournoi des Six Nations.

## Bilan en tant qu'entraîneur

### Avec des clubs
| Saison    | Club                  | Division  | Poste      | Classement                 | Coupe d'Europe             | Challenge européen         |
| --------- | --------------------- | --------- | ---------- | -------------------------- | -------------------------- | -------------------------- |
| 1988-1989 | FC Auch               | Groupe B  | Entraîneur | 4e de la poule F           | -                          | -                          |
| 1989-1990 | FC Auch               | Groupe A  | Entraîneur | Éliminé en 1/8e de finale  | -                          | -                          |
| 1990-1991 | FC Auch               | Groupe A  | Entraîneur | Éliminé en 1/8e de finale  | -                          | -                          |
| 1991-1992 | FC Auch               | Groupe A  | Entraîneur | Éliminé en 1/16e de finale | -                          | -                          |
| 1992-1993 | FC Auch               | Groupe A  | Entraîneur | 5e de la poule 1           | -                          | -                          |
| 1993-1994 | FC Auch               | Groupe A  | Entraîneur | 4e de la poule 2 du Top 16 | -                          | -                          |
| 1994-1995 | FC Auch               | Groupe A  | Entraîneur | 5e de la poule 1           | -                          | -                          |
| 1995-1996 | US Colomiers          | Groupe A1 | Entraîneur | Éliminé en 1/8e de finale  | -                          | -                          |
| 1996-1997 | US Colomiers          | Groupe A1 | Entraîneur | Éliminé en quart-de-finale | -                          | -                          |
| 1997-1998 | US Colomiers          | Groupe A1 | Entraîneur | Éliminé en demi-finale     | -                          | Vainqueur                  |
| 1998-1999 | US Colomiers          | Élite 1   | Entraîneur | Éliminé en quart-de-finale | Défaite en finale          | -                          |
| 1999-2000 | Section paloise       | Élite 1   | Entraîneur | Éliminé en demi-finale     | -                          | Vainqueur                  |
| 2000-2001 | Section paloise       | Élite 1   | Entraîneur | 8e du Groupe 1             | Éliminé en quart-de-finale | -                          |
| 2007-2008 | USA Perpignan         | Top 14    | Manager    | Éliminé en demi-finale     | Éliminé en quart-de-finale | -                          |
| 2008-2009 | USA Perpignan         | Top 14    | Manager    | Champion de France         | Éliminé en poule           | -                          |
| 2009-2010 | USA Perpignan         | Top 14    | Manager    | Défaite en finale          | Éliminé en poule           | -                          |
| 2010-2011 | USA Perpignan         | Top 14    | Manager    | 9e                         | Éliminé en demi-finale     | -                          |
| 2016-2017 | Union Bordeaux Bègles | Top 14    | Avants     | 11e                        | Éliminé en poule           | -                          |
| 2017-2018 | Union Bordeaux Bègles | Top 14    | Manager    | 8e (à son départ)          | -                          | 2e de poule (à son départ) |

### Avec des sélections
| Année | Sélection | Tournoi     | Poste         | Classement IRB à la fin de l'année | Tournoi      | Coupe du monde             |
| ----- | --------- | ----------- | ------------- | ---------------------------------- | ------------ | -------------------------- |
| 2001  | France    | Six Nations | Avants        | -                                  | 5e           |                            |
| 2002  | France    | Six Nations | Avants        | -                                  | Grand Chelem |                            |
| 2003  | France    | Six Nations | Avants        | 4e                                 | 3e           | Éliminé en demi-finale, 4e |
| 2004  | France    | Six Nations | Avants        | 5e                                 | Grand Chelem |                            |
| 2005  | France    | Six Nations | Avants        | 3e                                 | 2e           |                            |
| 2006  | France    | Six Nations | Avants        | 2e                                 | Vainqueur    |                            |
| 2007  | France    | Six Nations | Avants        | 6e                                 | Vainqueur    | Éliminé en demi-finale, 4e |
| 2012  | Italie    | Six Nations | Sélectionneur | 10e                                | 5e           |                            |
| 2013  | Italie    | Six Nations | Sélectionneur | 13e                                | 4e           |                            |
| 2014  | Italie    | Six Nations | Sélectionneur | 14e                                | 6e           |                            |
| 2015  | Italie    | Six Nations | Sélectionneur | 12e                                | 5e           | 3e de la poule D           |
| 2016  | Italie    | Six Nations | Sélectionneur | 14e (à son départ)                 | 6e           |                            |
| 2018  | France    | Six Nations | Sélectionneur | 9e                                 | 4e           |                            |
| 2019  | France    | Six Nations | Sélectionneur | 7e                                 | 4e           | Éliminé en quart-de-finale |

#### En tant que sélectionneur du XV de France
- Bilan par adversaire dans le Tournoi des Six Nations

| Année          | Angleterre | Écosse    | Irlande  | Italie     | Pays de Galles | Classement |
| -------------- | ---------- | --------- | -------- | ---------- | -------------- | ---------- |
| 2018           | 22-16      | 32-26     | 13-15    | 34-17      | 14-13          | 4e         |
| 2019           | 44-8       | 27-10     | 26-14    | 14-25      | 19-24          | 4e         |
| % de victoires | 50% (1/2)  | 50% (1/2) | 0% (0/2) | 100% (2/2) | 0% (0/2)       | 40% (4/10) |

- Bilan par adversaire dans les tournées de tests matches :

| Année | Tournée  | 1er match        | 2e match         | 3e match         | Bilan     |
| ----- | -------- | ---------------- | ---------------- | ---------------- | --------- |
| 2018  | Juin     | Nouvelle-Zélande | Nouvelle-Zélande | Nouvelle-Zélande | 0% (0/3)  |
| 2018  | Juin     | 52-11            | 26-13            | 49-14            | 0% (0/3)  |
| 2018  | Novembre | Afrique du Sud   | Argentine        | Fidji            | 33% (1/3) |
| 2018  | Novembre | 26-29            | 28-13            | 14-21            | 33% (1/3) |

## Palmarès

### Entraîneur
- Championnat de France de rugby à XV :
  - Vainqueur (1) : 2009
  - Finaliste (1) : 2010
- Coupe d'Europe de rugby à XV :
  - Finaliste (1) : 1999.
- Challenge européen
  - Vainqueur (2) : 1998, 2000.
- Tournoi des Six Nations : 4 victoires (adjoint)
  - 2002 et 2004 : Vainqueur par Grand chelem (adjoint)
  - 2006 et 2007 : Vainqueur sans Grand chelem (adjoint)
- Coupe du monde de rugby à XV
  - 2007 : Demi-finaliste (4e) (adjoint)
  - 2003 : Demi-finaliste (4e) (adjoint)
- Autres
  - Trophée Eurostar (5) : 2002, 2004, 2005, 2006 (adjoint) et 2018
  - Trophée Auld Alliance (1) : 2019
  - Trophée Giuseppe-Garibaldi (3) : 2007 (adjoint, avec la France), 2013 (avec l'Italie), 2018 (avec la France) et 2019 (avec la France)

### Distinctions personnelles
- Oscars du Midi olympique 2000 :  Oscar d'Or du meilleur entraîneur français (avec la Section paloise)
- Oscars du Midi olympique 2009 :  Oscar d'Or du meilleur encadrement (avec Bernard Goutta et Franck Azéma à l'USA Perpignan)
- Nuit du rugby 2009 : Meilleur staff d'entraîneur du Top 14 (avec Bernard Goutta et Franck Azéma) pour la saison 2008-2009 (avec l'USA Perpignan)
- Rencontres Toussuire Sport : Trophée du manager de l'année 2018 reçu le 6 janvier 2019 à La Toussuire[38]